# Omar Touray

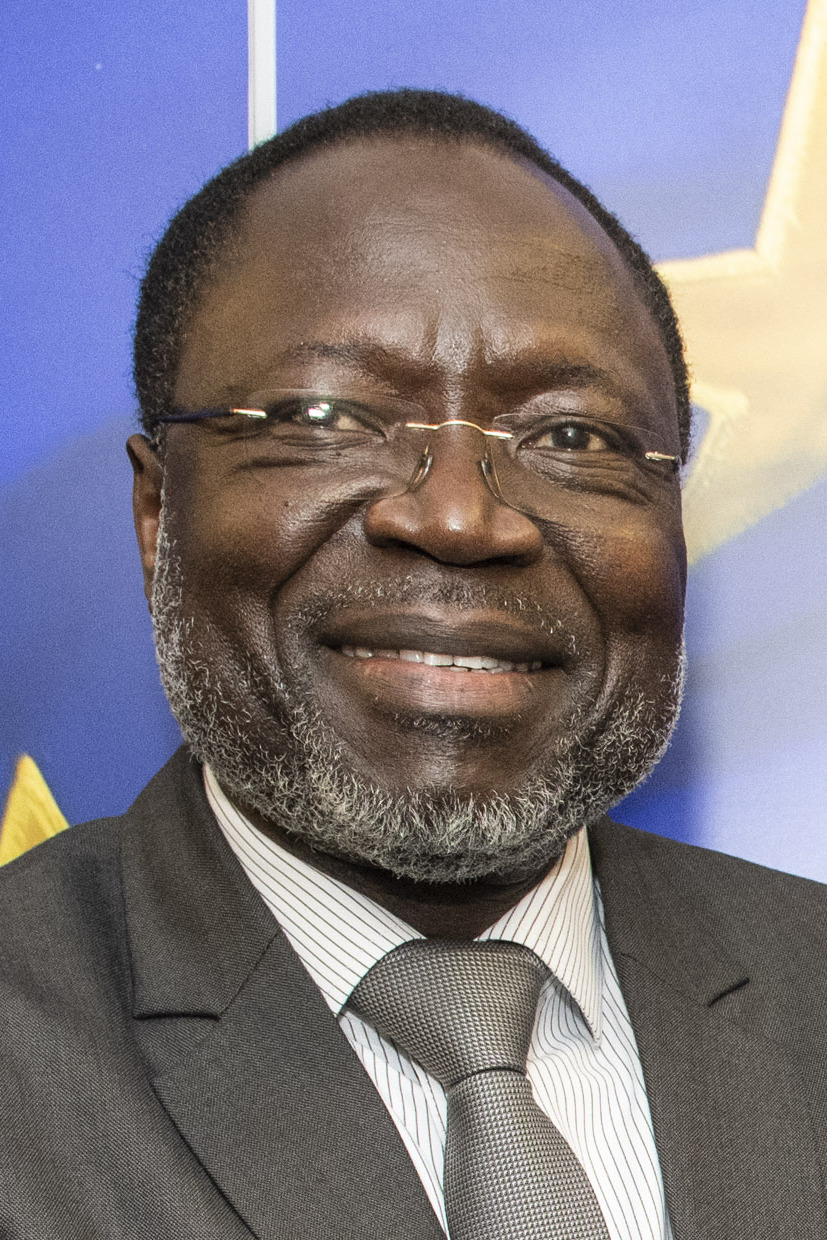

Omar Alieu Touray (* 5. November 1965 in Gambia) ist ein Politiker und Diplomat aus dem westafrikanischen Staat Gambia. Er war Außenminister des Landes.

## Leben
1987 erreichte Touray seinen Bachelor of Arts (Literature and Linguistics) an der Ain-Schams-Universität in Kairo. Danach machte er seinen Master of Social Sciences (International Relations and International Law) 1990 an der Universität Helsinki, es folgte 1992 das Diplôme d'Études Supérieures (Int'l. Relations, International Economics and International Law) am Hochschulinstitut für internationale Studien der Universität Genf. An derselben Universität promovierte er 1995 im Bereich International Relations.
Vom September 1993 bis zum Dezember 1994 war Touray Vertrauensmann bei der World Indigenous Organization, für die die Vereinten Nationen ein Büro in Genf unterhalten. Anschließend war er als Berater im International Labour Office in Genf bis zum Juli 1995 tätig, bis er eine Anstellung im gambischen Außenministerium als erster Botschaftssekretär erhielt. Dort war er ab September 1995 für die Botschaft in Belgien tätig. Der Verantwortungsbereich erstreckte sich auch auf die Niederlande, Deutschland, Italien, Luxemburg, Tschechien, Polen, die Slowakei und die ständige Vertretung bei der Europäischen Union sowie die Vertretung bei der Welthandelsorganisation.
Im April 2002 wurde Touray als Botschafter Gambias in Äthiopien bestellt, wo er die zusätzlichen Aufgaben als ständiger Vertreter bei der Afrikanischen Union sowie der Wirtschaftskommission für Afrika, Umweltprogramm der Vereinten Nationen und als Hochkommissar für Südafrika und Kenia innehatte. Von September 2007 an war er ständiger Vertreter bei den Vereinten Nationen in New York.
Am 19. März 2008 wurde er ins Kabinett Yahya Jammeh berufen und nahm als Nachfolger von Crispin Grey-Johnson die Funktion des Außenministers (Secretary of State for Foreign Affairs) des Landes ein. Er wurde am 26. März 2008 in seinem Amt vereidigt. Am 11. September 2009 gab er sein Ressort an Ousman Jammeh ab.
Ab 2012 war er bei der Islamischen Entwicklungsbank tätig. Im Oktober 2021 wurde Omar Touray einstimmig zum neuen Präsidenten der Westafrikanischen Wirtschaftsgemeinschaft (ECOWAS) für den Zeitraum 2022 bis 2026 gewählt.

## Werke
- The Gambia and the world. A history of the foreign policy of Africa's smallest state, 1965–1995. Inst. für Afrika-Kunde, Hamburg 2000, ISBN 3-928049-66-6
- The African Union: The First Ten Years. Rowman and Littlefield, Lanham 2016, ISBN 978-1-4422-6897-5.